# Johanne Harrelle
Johanne Harrelle, née Joan Harrell le 29 janvier 1930 à Montréal et morte le 4 août 1994 à l'Île des Sœurs, est une comédienne, mannequin et écrivaine québécoise.
Elle a été la première femme noire à s'imposer dans le monde de la mode au Québec et au Canada.

## Biographie
Elle est la première des trois enfants d’une mère blanche francophone (Berthe Demers, une Canadienne-française dite de souche) et d’un père noir anglophone (Tucker Harrell, un Américain) vivant en union libre en milieu francophone sur le Plateau Mont-Royal en exploitant un commerce de nettoyage de vêtements. Elle est devenue Johanne Harrelle à la crèche (1933-1936). À l’orphelinat (1936-1947), elle sera adoptée quelques fois, mais jamais définitivement. Dès le tournant des années 1940-1950, elle « arrange les choses » (étant donné l’orthographe de son nom – Harrelle –, la couleur de sa peau, sa façon de prononcer certains mots, etc.) en disant qu’elle est une Haïtienne et qu’elle est arrivée au Québec en 1947 (l'année de sa sortie de l’orphelinat étant transformée en arrivée au Québec) pour faire des études à l’Université de Montréal. Et c’est en fréquentant à partir de 1951 principalement des Européens arrivés ici depuis peu qu’elle trouvera sa voie. Elle retrouve sa mère en 1953 et apprend alors que son père est mort en 1932.
Johanne Harrelle a eu deux enfants hors mariage : elle a gardé le premier (né en 1949) et a donné en adoption le second (né en 1951). Elle s'est mariée en 1954 avec un Européen arrivé au Canada depuis peu : Miklos (ou Nicolas), dit Mitzou, Engelmayer (né à Budapest, en Hongrie, en mars 1931), rencontré à Montréal en 1952. Ils se sont séparés en 1957. Pendant quelques années (et même après la séparation), elle s'est nommée Johanne Engelmayer.
Johanne Harrelle et Claude Jutra (né à Montréal en mars 1930) se rencontrent (en juin 1956) à Montréal dans un appartement de l’avenue de l’Esplanade loué depuis peu par Robert Verrall, jeune cinéaste d’animation, dans le cadre d’une fête donnée à l’occasion de l’installation de l’Office National du Film (ONF) à Montréal (le déménagement ayant surtout eu lieu en avril et en mai). C’est peu après cette rencontre, quelques jours tout au plus, qu’elle lui révèle son secret (je ne suis pas une Haïtienne, etc.). Johanne sera enceinte de Claude (en juillet 1956) mais fera une fausse couche (fin novembre ou début décembre). Claude Jutras supprimera le « s » à son nom fin 1956, après le tournage de Chantons maintenant en octobre 1956.
Entre 1956 et 1964, l’histoire d’amour de Johanne et de Claude se déroule en deux temps : d’abord en 1956 puis en 1961-1963, alors que Johanne redevient amoureuse de Claude lors du tournage d’À tout prendre, leur histoire étant à la base du scénario du film. Et elle continue de l’être (voir sa correspondance), même si, la plupart du temps, Claude est au Québec et Johanne en Europe, jusqu’à la rencontre d’Edgar Morin.
Présenté au IVe Festival international du film de Montréal (en août 1963), À tout prendre remporte le Grand prix (long métrage) du Festival du cinéma canadien, prix créé cette année-là, et Johanne Harrelle obtient une mention spéciale. (Ce film remportera quelques autres prix et Johanne aussi.) Le film est osé, mettant en scène les questions de l’adultère (Johanne, mariée, a un amant), de la relation entre un homme blanc (Claude, l’amant) et une femme noire (Johanne), de l’avortement (de Johanne) et de l’homosexualité (de Claude). En novembre 1963, dans une carte postale à Jutra, elle se désignera ainsi : « La vamp noire du cinéma canadien » (citant la une de La Patrie, 15-21 août 1963) !
Avant de jouer le principal rôle féminin dans ce film, elle a joué (en janvier 1958) dans l’adaptation pour la radio FM de Radio-Canada de Requiem pour une nonne, roman de William Faulkner (1951) adapté pour la scène par Albert Camus (1956), puis (en mai 1960) dans Ballad on an Overseas Theme, pièce en trois actes de Frederik Spoerley, au Dominion Drama Festival and Theatre Conference qui a lieu cette année-là à Vancouver. Les deux rôles sous le nom de Johanne Engelmayer. C’est à Vancouver qu'Iona Monahan, importante journaliste québécoise spécialisée dans la mode au Canada et coordonnatrice d’importants défilés, la découvre. Sous le nom de Johanne, elle sera mannequin et fera partie d’un premier défilé au Ritz-Carlton à l’automne 1960. Elle fera ce travail au Québec (pour le tout jeune Michel Robichaud, en 1962-1963, par exemple), au Canada puis, partie en Europe voir ce qu’il en est (d’octobre 1963 à mai 1964), en France et en Angleterre, jusqu’à la rencontre (en juin 1964), par hasard, alors qu’elle revient à Paris, d’Edgar Morin, avec qui elle vivra jusqu’en 1980[3]. Elle jouera aussi (en octobre 1965) dans Les Bonnes, pièce de Jean Genet mise en scène par Jean-Marie Serreau et présentée dans le cadre de la Biennale de Venise. Durant tout ce temps, elle s’appelle Johanne (tout court), Johanne Harrelle ou déjà, avant son mariage (en 1972) avec Morin, Johanne Morin (dans telle entrevue, par exemple, pour éviter toute difficulté liée à ce couple blanc et noir, si je puis dire).
Johanne vivra les quinze dernières années, à Montréal et autour, de façon moins flamboyante et de plus en plus précaire, avec de nouveaux amis : rue Drolet (où elle tient un petit bed & breakfast), tout près du carré Saint-Louis où habite Claude Jutra, puis rue Sherbrooke Ouest, puis à l’île des Sœurs. Elle publiera en mars 1980 Une leçon, autobiographie partielle (qui va, essentiellement, de 1933 à 1958), tournera en 1983 dans La Dame en couleurs, dernier long métrage fiction de Claude Jutra (sorti en 1985), et en 1993 dans Tropique Nord, long métrage documentaire de Jean-Daniel Lafond (sorti en 1994). Elle a certainement joué quelques petits rôles dans tels ou tels téléromans (à partir de 1980), tout en étant l’objet de tels ou tels reportages (avant 1964 et à partir de 1980), mais leur liste exacte est difficile à établir en l’état actuel des archives. Fin 1990-début 1991, elle fera deux séances de photos en vue d’éventuellement relancer sa carrière de mannequin (voire, par la bande, d’actrice), mais cela ne se concrétisera pas.
Les deux hommes de sa vie, clairement, sont Claude Jutra (1930-1986), cinéaste québécois, qui a été son compagnon, et Edgar Morin (1921-), sociologue français, qui a été son compagnon puis son mari. Elle a été amie avec eux jusqu’à la fin.
Johanne Harrelle meurt d’un cancer, à Montréal (Île des Sœurs), le 4 août 1994.

## Filmographie

### Cinéma
- 1963 : À tout prendre de Claude Jutra : Johanne
- 1985 : La Dame en couleurs de Claude Jutra : Sœur Julienne
- 1988 : The Kiss de Pen Densham : Vieille dame africaine
- 1994 : Tropique Nord de Jean-Daniel Lafond (long-métrage documentaire) : Elle-même

### Télévision
- 1979 - 1982 : Chez Denise (série TV) : mère de Patrice
- 1980 - 1983 : Marisol (série TV) : N'Guessan Kouakou
- 1981 - 1983 : Les Girouettes (série TV) : rôle inconnu